# Il giudice e il commissario: Un amore di gioventù
 Il giudice e il commissario: Un amore di gioventù (Femmes de loi: Un amour de junesse) è un film per la televisione poliziesco francese del 2002, diretto da Denis Amar, costituisce il secondo episodio della seconda stagione della serie.

## Trama
Narra dell'indagine condotta da Elisabeth Brochène e il tenente Marie Balaguère su un omicidio avvenuto nella scuola della figlia di Elisabeth (Alice), si pensa che l'omicida sia proprio uno studente.